# Joe Addo
Joseph „Joe” Addo (ur. 21 września 1971 w Akrze) – ghański piłkarz grający na pozycji środkowego obrońcy.

## Kariera klubowa
Swoją karierę piłkarską Addo rozpoczął w klubie Hearts of Oak. W 1987 roku zadebiutował w jego barwach w ghańskiej Premier League. W sezonie 1989/1990 wywalczył mistrzostwo Ghany. Wraz z Hearts of Oak zdobył też dwa Puchary Ghany w latach 1989 i 1990. W latach 1991–1992 grał w Stanach Zjednoczonych, w drużynie uniwersyteckiej o nazwie George Mason Patriots.
W 1993 roku Addo przeszedł do VfB Stuttgart. Przez trzy sezony grał w rezerwach tego klubu. Latem 1996 został zawodnikiem Sparty Rotterdam, a na początku 1997 roku wrócił do Niemiec i przez pół sezonu występował w FSV Frankfurt. W sezonie 1997/1998 był zawodnikiem CF Os Belenenses, a w sezonie 1998/1999 – Ethnikosu Pireus.
W 1999 roku Addo został wybrany w drafcie Major League Soccer przez drużynę Tampa Bay Mutiny. W 2002 roku przeszedł do MetroStars z Nowego Jorku. W latach 2005–2006 grał w Kitchee SC z Hongkongu, a w latach 2006–2007 w Sabah FA z Malezji, w którym zakończył karierę.

## Kariera reprezentacyjna
W reprezentacji Ghany Addo zadebiutował w 1990 roku. W 1996 roku wystąpił w sześciu meczach Pucharu Narodów Afryki 1996: z Wybrzeżem Kości Słoniowej (2:0), z Tunezją (2:1), z Mozambikiem (2:0), w ćwierćfinale z Demokratyczną Republiką Konga (1:0), półfinale z RPA (0:3) i o 3. miejsce z Zambią (0:1). W tym samym roku zagrał również na Igrzyskach Olimpijskich w Atlancie. W kadrze narodowej grał do 2000 roku.